# 平州 (遼寧省)
平州（へいしゅう）は、中国にかつて存在した州。現在の遼寧省一帯に設置された。

## 先秦〜漢代
周代には幽州界とし、漢代は右北平郡に属した。
後漢末に公孫度が平州牧を号し、公孫三代にわたり東夷九種を服属させた。

## 魏晋南北朝時代
魏は東夷校尉を設置、襄平県を派遣し、遼東郡・昌黎郡・玄菟郡・帯方郡・楽浪郡の五郡を幽州から分離し平州を設置したが、その後幽州に再統合されている。
274年（泰始10年）2月、西晋は昌黎郡・遼東郡・玄菟郡・帯方郡・楽浪郡等の五郡国を分離し再度平州を設置、26県、18100戸を統括した。西晋の管轄県に関しては下表を参照。
その後は高句麗の勢力伸張にともない、遼東郡以外の地域は失陥し、残った遼東郡も慕容部の統治下に置かれた。北魏により営州と改称された。
| 西晋の平州 | 西晋の平州    | 西晋の平州                                              | 西晋の平州                                | 西晋の平州             | 西晋の平州                                       |
| ---------- | ------------- | ------------------------------------------------------- | ----------------------------------------- | ---------------------- | ------------------------------------------------ |
| 郡         | 昌黎郡        | 遼東郡                                                  | 楽浪郡                                    | 玄菟郡                 | 帯方郡                                           |
| 戸数       | 900           | 5400                                                    | 3700                                      | 3200                   | 4900                                             |
| 県         | 昌黎県 賓徒県 | 襄平県 汶県 居就県 楽就県 安市県 西安平県 新昌県 力城県 | 朝鮮県 屯有県 渾弥県 遂城県 鏤方県 駟望県 | 高顕県 望平県 高句麗県 | 帯方県 列口県 南新県 長岑県 提奚県 含資県 海冥県 |

### おもな平州刺史・牧
- 傅詢（？ - ？）
- 鮮于嬰（？ - ？）
- 崔毖（？ - ？）
- 慕容廆（321年 - 333年）
  - 慕容仁（333年 - 335年）自称
- 慕容皝（334年 - 348年）
- 慕容儁（349年 - 352年）
- 慕容垂（358年 - 360年）
- 劉特（？ - ？）
- 石越（？ - ？）
- 苻沖（？ - ？）
- 王兗（？ - ？）

## 北魏以降
北魏以降の平州については平州 (河北省)を参照されたい。

## 参考資料
- 『晋書』（武帝紀、地理志上）
- 『新唐書』（地理志三）